# Famille Desbiez de Saint-Juan
La famille Desbiez de Saint-Juan olim Desbiez est une famille de la noblesse de Franche-Comté dont la filiation suivie et certaine remonte en 1516. Au XVIe siècle elle était fixée à Vuillafans au bailliage d'Ornans où elle vécut sous le régime des comtes de Bourgogne de la maison de Habsbourg.
Après l'annexion de la Franche-Comté par la France en 1678, elle devient française. Au XVIIIe siècle elle compte parmi ses membres des parlementaires et s'illustre dans l'Église et l'armée, elle accède à la noblesse en la personne d'Étienne-Ignace Desbiez qui est anobli par la charge d'avocat-général au Parlement de Besançon en 1736. Au XIXe siècle, plusieurs membres de cette famille se distinguèrent dans la vie culturelle et littéraire en Franche-Comté.

## Histoire
Sans rattachement prouvé à la famille Desbiez de Saint-Juan on trouve au XVe siècle des personnes du nom de Desbiez au bailliage d'Ornans,[réf. non conforme].

### XVIesiècleauXVIIesiècle
On établit une filiation suivie et certaine de la famille Desbiez à partir de 1516[réf. non conforme], avec :
- Claude Desbiez, (né en 1516 + vers 1590), marié à Claudine Bauldiquey, de Naisey. Claude Desbiez était sans doute un fils de Claude Desbiez ou de Pierre Desbiez, de Saules (nés vers 1480) cités dans le testament de Catherine Grospain en 1487, mais la filiation certaine n'a pas pu être établie. Il était encore vivant au mariage de son fils Nicolas en 1589[5]. Il fut le père de :
  - Nicolas Desbiez ou des Biefs (1550-1626), notaire et procureur à Vuillafans au bailliage d'Ornans, marié en février 1589 Étiennette Estignard, fille d'Étienne Estignard, notaire et procureur à Vuillafans et de Philiberte Grosperrin[3][réf. non conforme]. Nicolas des Biefs fut nommé le 17 juin 1603 tabellion général au comté de Bourgogne par lettres des archiducs Albert et Isabelle d'Autriche, gouverneurs de la Franche-Comté. Ces lettres furent enregistrées au bailliage d'Ornans le 21 août 1603 et à la chambre des comptes de Dole le 12 janvier 1604[6][réf. à confirmer]. Il possédait en fief à Vuillafans et Mamirolles. Étiennette Estignard mourut en septembre 1617 (elle demande dans son testament à être enterrée auprès de ses parents au cimetière de l‘église de Montgesoye)[5]. Nicolas Desbiez est cité en 1598 comme membre de la confrérie de Saint-Yves de l'église de Vuillafans[7] Il eut pour enfants :
    - Claudine Desbiez (1590-1637), mariée en 1619 à Jean Bart, capitaine-châtelain du château de Vuillafans[5].
    - Claude Desbiez (1593) auteur d'une branche éteinte au XVIIIe siècle[5].
    - Jean Desbiez (1595-1638), marié en 1626 à Catherine Camus, fille d'Antoine Camus et de noble Claudine Thiébaud. Notaire et procureur à Vuillans, il acquit une propriété à Bolandoz que sa famille conserva jusqu'à la Révolution[5]. Dont :
      - Antoine Desbiez (1633-1679), procureur au bailliage d'Ornans, marié à Jeanne-Françoise Estignard, fille de Nicolas Estignard, procureur du roi au bailliage d'Ornans et de noble Antoinette Maillot[3][réf. non conforme]. Il fut le père de Pierre Desbiez qui suit.

Gustave Chaix d'Est-Ange écrit qu'au XVIIe siècle la famille Desbiez occupait un rang distingué dans la bourgeoisie des environs d'Ornans.

### XVIIIesiècle

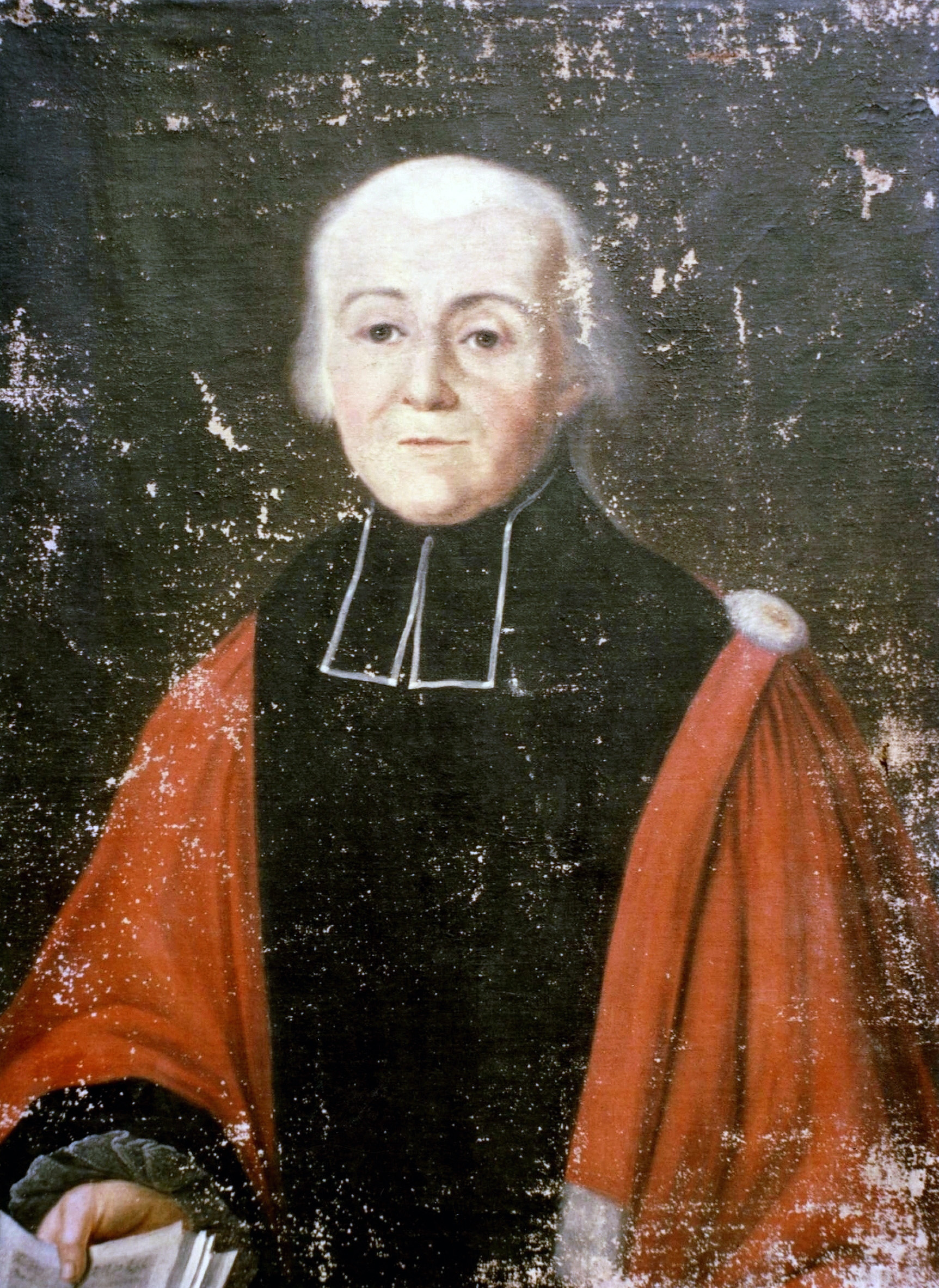
Étienne-Ignace Desbiez, Avocat-général et conseiller au Parlement de Besançon (1709-1780).

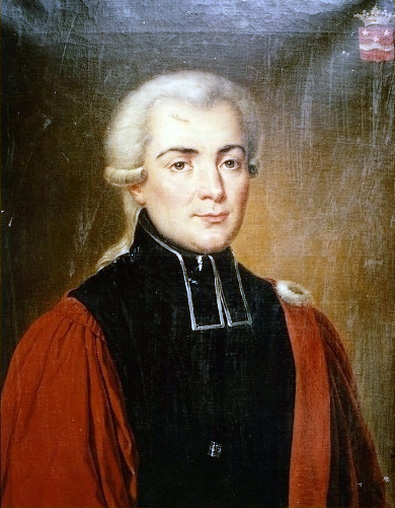
Claude-Alexandre Desbiez baron de saint-Juan, Avocat-général et conseiller au Parlement de Besançon (1747-1820).

Au XVIIIe siècle, après la conquête française, la famille Desbiez de Saint-Juan s'illustra au Parlement de Besançon ainsi que dans l'église et l'armée. 
- Pierre Desbiez (1669-1737) fut le premier à vivre sous le régime français. Il fut nommé en 1694 conseiller et avocat du roi au bailliage d'Ornans[9]. Il était marié à Jeanne Brigitte Perrinot de Cernay (fille de Étienne Perrinot de Cernay, conseiller au Parlement de Besançon)[1]. Il possédait un manoir à Durnes que la famille conserva jusqu'au XIXe siècle[réf. nécessaire].
  - Étienne-Ignace Desbiez, seigneur de Saint-Juan (1709-1780), son fils, épousa Geneviève Caron de Sancey[10] (fille de Pierre Caron, sgr à  Sancey, receveur des finances du bailliage de Baume les Dames). Il fut nommé en 1736[11],[12] premier avocat-général du Parlement de Besançon. Il fut ensuite conseiller honoraire au même parlement en 1771[réf. à confirmer].
    - Claude Alexandre Desbiez, baron de Saint-Juan (1747-1820), son fils, épousa Marie Théodore Le Bas de Bouclans (fille du marquis de Bouclans, président au Parlement de Besançon et de Marie-Thérèse Chevignard de Chavigny)[13]. Il succéda à son père dans les charges de premier avocat général (1771), puis de conseiller (1774) au Parlement de Besançon. En 1786, il reçut le titre de baron de Saint-Juan par Louis XVI[1]. En 1800, il acquit le château de Salans (Jura) qui resta dans la famille Desbiez de Saint-Juan jusqu'en 1918[14],[15][réf. non conforme]. Il fut le père de Charles qui suit.

### XIXesiècle

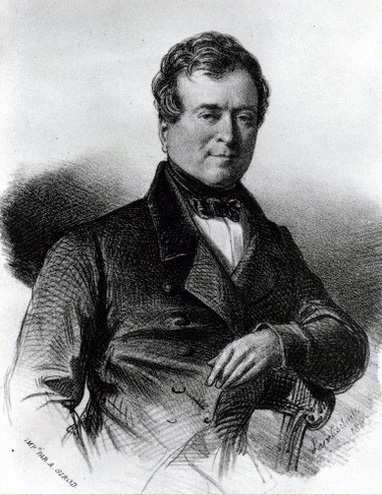
Charles Desbiez, baron de Saint-Juan (1785-1862)

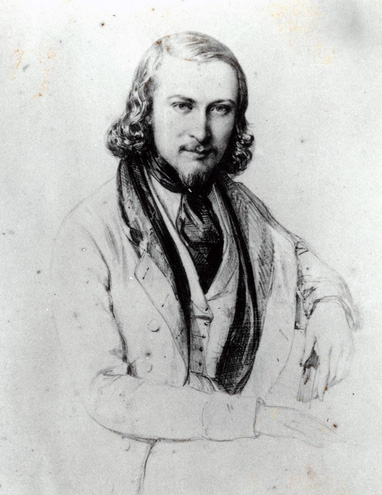
Alexandre Desbiez baron de Saint-Juan (1820-1863)

- Charles Desbiez, baron de Saint-Juan (1785-1862), marié à Zoé Gravier de La Gellière (fille de Jean-Séverin Gravier baron de La Gellière (même famille que la famille Gravier de Vergennes[16]), maire de Beaune, et de Anne-Luce de Ganay de Lusigny). Enrégimenté en juin 1813 parmi les cinquante gardes d'honneurs impériaux levés dans le département du Doubs[17], il fut conseiller municipal de Besançon de 1824 à 1862 puis conseiller général du département du Doubs de 1836 à 1848[18],[19]. Catholique libéral il adhéra au mouvement orléaniste. Membre de l'Académie des sciences, belles-lettres et arts de Besançon et de Franche-Comté, il se ﬁt remarquer par son goût pour les arts et les lettres[20]. Il recevait volontiers les artistes et les hommes de lettres  (dont Charles Nodier et Charles Weiss) en son hôtel de Besançon et en son château de Salans (Jura) où il résidait[14]. Il fut l'un des fondateurs du journal "Le Franc-Comtois"[21].
  - Alexandre Desbiez, baron de Saint-Juan (1820-1863), marié à Élisabeth de Jouffroy d'Abbans (fille de Louis comte de Jouffroy d'Abbans et de Catherine de Scey-Montbéliard)[22]. Poète et écrivain franc-comtois[23],[2] et membre de l'Académie des sciences, belles-lettres et arts de Besançon et de Franche-Comté, il fut l'auteur d'ouvrages de fables et de poésies souvent liées à l'histoire et aux légendes de Franche-Comté dont "Poésies, ébauches et fragments", Imprimerie P. Jacquin, 1901, ainsi que d'un journal des évènements de 1848 à Paris intitulé "Le Bataillon mobile de Besançon à Paris, impressions et souvenirs", Imprimerie J. Martin, 1848[21].
    - Armand Desbiez, baron de Saint-Juan (1855-1935), comte italien de Saint-Juan (1917)[24][source insuffisante], saint-cyrien (promotion de l'archiduc Albert 1873-1875), il eut comme camarade de promotion le futur maréchal Lyautey. Lieutenant d'infanterie, il démissionne en 1880 puis devint sous-ingénieur des ponts et chaussées[25].

  - Marie de Saint-Juan (1822-1890), amie et correspondante régulière de Charles de Montalembert, elle fut surnommée  la Madame de Sévigné franc-comtoise[14]. Elle créa au château de Salans (Jura) un salon littéraire et musical. Elle fut l'auteur d'ouvrages de piété, d'éducation, de littérature (« La lumière des jeunes âmes » (1864), « Conversations littéraires avec les jeunes personnes, ouvrage composé selon les principes chrétiens » (1859), « La Source des seuls biens véritables, recueil de prières et d'instructions pieuses à l'usage du chrétien » (1861)), et d'un livre de cuisine "Les secrets de la cuisine d'amateur" publié en 1890 aux éditions Hetzel qui connut un certain succès. Elle participa à la création de la Maison de Béthanie, où des religieuses dominicaines accueillent des femmes sorties de prison. Elle fut la donatrice des Vierges de Salans et de Durnes[21].

### Noblesse  et titre
La famille Desbiez de Saint-Juan fut anoblie en 1736 par une charge d'avocat-général au Parlement de Besançon dont fut pourvu par lettres de provision du 7 septembre 1736, enregistrées le 29 décembre 1736, Étienne-Ignace Desbiez (Gustave Chaix d'Est-Ange et Henri Jougla de Morenas indiquent par erreur 1729,).
En 1773, Claude Alexandre Desbiez, avocat général au Parlement de Besançon, fut dispensé comme noble du paiement du Marc d'or, lorsqu'il succéda à son père  Étienne-Ignace Desbiez dans la charge de conseiller au même parlement.[réf. non conforme]
En 1786, les terres de Saint-Juan, Autechaux et Adam furent érigées en baronnie de Saint-Juan pour Claude Alexandre Desbiez seigneur de Saint-Juan, conseiller au Parlement de Besançon et ses descendants,.

### Possessions
- Manoir de Durnes (Doubs), du XVIIe siècle au XIXe siècle.
- Domaine de Saint-Juan (Doubs), jusqu'en 1888.
- Hôtel de Saint-Juan à Besançon (dit aussi hôtel du Bouteiller), jusqu'en 1883.
- Château de Salans (Jura) jusqu'en 1918.

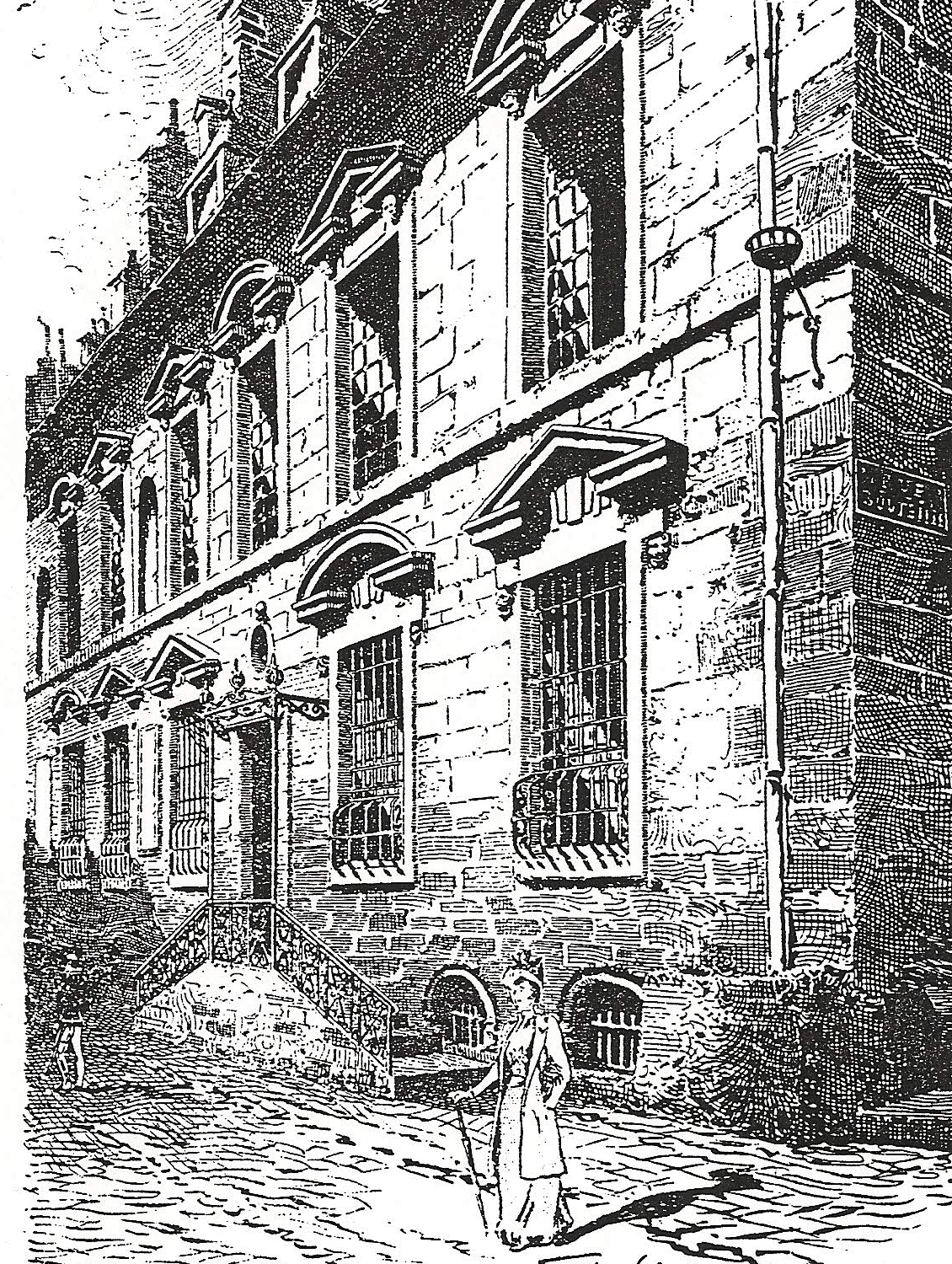
Hôtel du Bouteiller (Besançon)
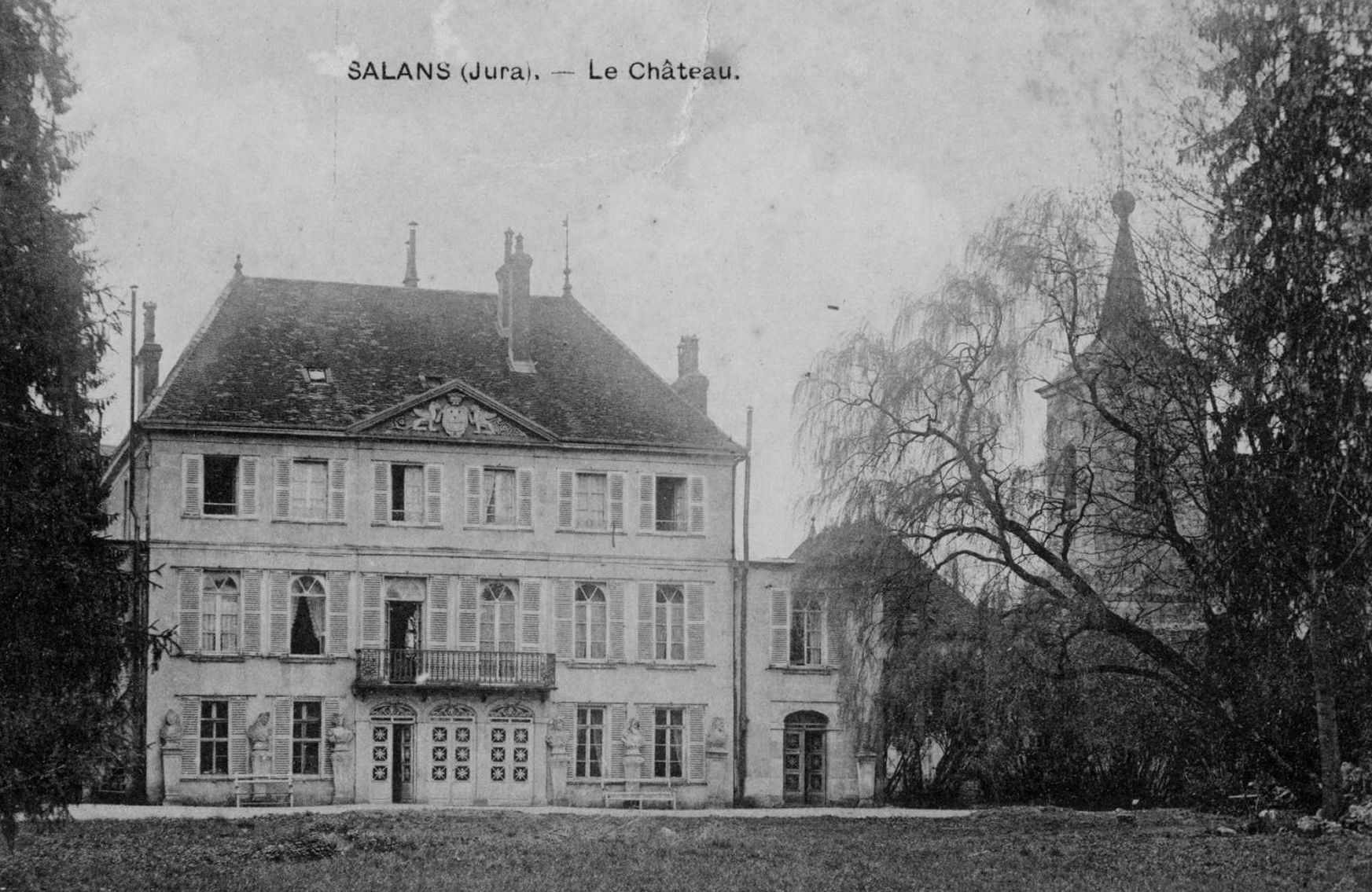
Château de Salans vers 1900

### Armes et devise
| Armes de la famille Desbiez de Saint-Juan | Les armes de la famille Desbiez de Saint-Juan : De gueules à trois étoiles d'or, posées 2 et 1, et une bande ondée d'argent abaissée sous les étoiles. |

(d'après la Galerie héraldo-nobiliaire de la Franche-Comté de Suchaux)
Timbre : une étoile d'or au milieu de demi-vols d'argent
La devise de la famille est : « Vires Acquirit Eundo » (Elle acquiert des forces dans sa course.)

### Alliances
Les principales alliances de la famille Desbiez de Saint-Juan sont : Bauldiquey, (de) Grospain, Bart (1619), Camus (1626), Estignard, Perrinot de Cernay, Caron de Sancey, Le Bas de Bouclans, Gravier de La Gellière, de Jouffroy d'Abbans (vers 1865), Gillet de Chalonge, Mareschal de Longeville, etc.